# Renate von Natzmer
Renate von Natzmer (Borkow (Kreis Schlawe, Pomerania, 1898-Berlín), 8 de febrero de 1935), fue una noble alemana que colaboró en el ejército durante la República de Weimar y el Tercer Reich. También trabajó para la inteligencia polaca. A principios de la década de 1930, conoció al agente polaco Jerzy Sosnowski y se convirtió, al igual que su amiga Benita von Falkenhayn, en su amante. Todos fueron arrestados por espionaje y traición. Las dos mujeres, von Falkenhayn y von Natzmer fueron declaradas culpables y condenadas a muerte.
Dos días después de que se rechazaran las solicitudes de clemencia presentadas, fueron las dos últimas personas en Alemania decapitadas con un hacha. Murieron en la prisión de Plötzensee en Berlín. En 1938, Adolf Hitler decretó que las futuras ejecuciones debían ser por ahorcamiento o guillotina.